# 몽테구
몽테구(Monthey District)는 스위스 발레주의 구이다. 2020년 12월 31일 기준, 인구는 47,912명이다.

## 지방 자치체
다음과 같은 지자체로 구성된다.
| 지자체          | 인구 (2017년 12월 31일) | 면적 km2 |
| --------------- | ----------------------- | -------- |
| Champéry        | 1,342                   | 38.88    |
| Collombey-Muraz | 9,018                   | 29.81    |
| 몽테            | 17,563                  | 28.63    |
| Port-Valais     | 3,995                   | 14.35    |
| 생젱골프        | 963                     | 14.38    |
| Troistorrents   | 4,602                   | 36.98    |
| Val-d'Illiez    | 1,888                   | 39.26    |
| Vionnaz         | 2,646                   | 20.93    |
| Vouvry          | 4,138                   | 33.5     |
| 전체            | 46,155                  | 256.72   |

## 인구통계
2020년 12월 기준, 몽테의 인구는 47,912명이다. 2000년 기준, 대부분의 인구인 29,275명(87.7%)이 프랑스어를 모국어로 사용하고, 독일어가 874명(2.6%)으로 두 번째로 많이 사용하고, 이탈리아어가 세 번째(808 또는 2.4%)로 사용된다. 로만슈어를 구사하는 사람은 14명이다.
2008년 기준으로 인구의 성별 분포는 남성 49.7%, 여성 50.3%이다. 인구는 14,962명의 스위스 남성(인구의 37.1%)과 5,083명(12.6%)의 비스위스계 남성으로 구성되었다. 스위스 여성은 15,820명(39.2%), 비스위스계 여성은 4,451명(11.0%)이었다. 구 인구 중 11,701명(약 35.0%)이 몽테에서 태어나 2000년에 그곳에 살았다. 같은 주에서 태어난 6,531명(19.6%)이 있었고, 스위스 다른 곳에서 태어난 6,988명(20.9%)이 있었다. 7,108명(21.3%)은 스위스 이외의 지역에서 태어났다.
2000년 기준으로 해당 지역에 미혼이거나 독신인 사람은 13,881명이다. 기혼자는 15,855명, 미망인은 1,776명, 이혼한 사람은 1,877명이었다.
1인 가구는 4354가구, 5인 이상 가구는 922가구였다. 총 13,809가구 중 1인 가구가 31.5%로 부모와 동거하는 성인 105가구였다. 나머지 가구 중 자녀가 없는 기혼 부부는 3,322쌍, 자녀가 있는 기혼 부부는 4,519쌍으로 자녀가 있는 편부모는 934쌍이다. 185가구는 혈연관계가 없는 사람들로, 390가구는 일종의 기관이나 집단주택으로 구성되어 있었다.
역사적 인구는 다음 차트에 나와 있다.

## 종교
2000년 인구 조사에서 로마 가톨릭 신자는 23,500명(70.4% )이었고, 스위스 개혁 교회는 3,958명(11.9%) 이었다. 나머지 인구 중 정교회 교인이 270명(인구의 약 0.81%), 천주교 교인이 24명(인구의 약 0.07%) , 693명이 있었다. 다른 기독교 교회에 속한 개인(또는 인구의 약 2.08%). 유대인은 25명(인구의 약 0.07% )이었고, 이슬람교는 1,312명(인구의 약 3.93%)이었다 . 74명의 불교 신자가 있었다., 29명의 힌두교인 과 39명의 다른 교회에 속한 개인이 있었다. 2,211명(인구의 약 6.62%)은 무교, 불가지론 또는 무신론자이며, 1,573명(인구의 약 4.71%)이 질문에 대답하지 않았다.

## 교육
몽테에서는 인구의 약 11,432(34.2%)가 필수가 아닌 고등교육을 이수했으며 3,151(9.4%)이 추가 고등교육(대학 또는 응용학문대학)을 완료했다. 고등 교육을 이수한 3,151명 중 53.7%가 스위스 남성, 27.3%가 스위스 여성, 11.4%가 비스위스계 남성, 7.6%가 비 스위스 여성이었다.